# Pacifique Goffint
Pacifique Goffint, né à Jemappes le 12 avril 1800 et mort le 7 juin 1877, est un homme politique belge.

## Biographie
Docteur en droit, il devient avocat près le tribunal de première instance de Mons en 1819.

## Fonctions et mandats
- Membre du Congrès national : 1830-1831

## Sources
- C. BEYAERT, Biographies des membres du Congrès national, Bruxelles, 1930, p. 77